# Live & Rare
Live & Rare är ett livealbum med Rage Against the Machine som kom 30 juni 1998. Albumet gavs bara ut i Japan och innehåller liveversioner av egna låtar och även covers av andra artister.

## Låtlista
1. "Bullet in the Head" - 5:43
2. "Settle for Nothing" - 4:57
3. "Bombtrack" - 5:53
4. "Take the Power Back" - 6:12
5. "Freedom" - 5:59
6. "Intro (Black Steel in the Hour of Chaos)" - 3:40
7. "Zapata's Blood" - 3:48
8. "Without a Face" - 4:05
9. "Hadda Be Playing on the Jukebox" - 8:02
10. "Fuck Tha Police" - 4:07
11. "Darkness" - 3:42
12. "Clear the Lane" - 3:48